# Matka Katarzyna z Kłobucka
Matka Katarzyna z Kłobucka (ur. w 1551 lub 1552 w Kłobucku, zm. 26 stycznia 1620 najprawdopodobniej w Krakowie) – polska zakonnica, współzałożycielka Zgromadzenia Sióstr Augustianek w Polsce oraz kandydatka do wyniesienia na ołtarze Kościoła katolickiego.

## Życiorys
Pochodziła z Kłobucka, gdzie najprawdopodobniej została ochrzczona w kościele parafialnym świętych Marcina i Małgorzaty. Następnie wyszła za mąż, ale wkrótce owdowiała. 
Wiadomo jest, że mając 25 lat przebywała już w Krakowie przy kościele św. Katarzyny Aleksandryjskiej i św. Małgorzaty na Kazimierzu, gdzie w 1578 przyjęła habit zakonny, będąc współzałożycielką w Polsce (razem z o. Szymonem Mniszkiem OSA) żeńskiej gałęzi augustianów, zwanej augustiankami. 28 sierpnia 1579 złożyła śluby zakonne. Została pierwszą przełożoną polskich augustianek. Początkowo siostry mieszkały przy ulicy Piekarskiej w drewnianym domu podarowanym im przez Wawrzyńca Justimonti herbu Justimonti. Wkrótce po uzyskaniu zgody od króla Stefana Batorego matka Katarzyna przystąpiła do budowy klasztoru przy ulicy Skałecznej. 30 marca 1605 trzynaście sióstr augustianek z matką Katarzyną uroczyście potwierdziło swoją profesję zakonną na ręce wizytatora generalnego o. Feliksa Mileniusa OSA przed głównym ołtarzem kościoła św. Katarzyny Aleksandryjskiej i św. Małgorzaty.
Siostry oprócz modlitw zajmowały się pomocą ubogim i chorym, troszczyły się o kościół zakonny oraz szyły szaty i parametry liturgiczne. Później podjęły działalność opiekuńczo-wychowawczą i pedagogiczną, prowadząc nauczanie przyklasztorne oraz szkołę.
Zmarła 26 stycznia 1620, najprawdopodobniej w klasztorze krakowskim. W 2004 rozpoczęto przygotowania do otwarcia jej procesu beatyfikacyjnego.

## Upamiętnienie
W kościele św. Katarzyny Aleksandryjskiej i św. Małgorzaty przy ołtarzu św. Mikołaja z Tolentino umieszczono po restauracji dwie drewniane figury kobiet w habitach augustiańskich, pochodzące z pierwszej połowy XVII wieku. U kolan jednej z nich, matki Katarzyny stoi dziecko, unoszące w górę otwartą książkę. Ta rzeźba mogła powstać jeszcze za jej życia, albo wkrótce po jej śmierci.
Pod koniec 2009 powstał obraz Matki Katarzyny, namalowany przez artystkę Elżbietę Centkowską, który znajduje się w domu generalnym w Krakowie. Wydano również folder z jej wizerunkiem i biografią. 26 dnia każdego miesiąca w Zgromadzeniu augustianek trwają specjalne modlitwy o wyniesienie jej na ołtarze.